# Danielle S. Marcotte
Ne doit pas être confondu avec Danielle Marcotte.
Pour les articles homonymes, voir Marcotte.
Danielle S. Marcotte, née à Amos dans la province de Québec au Canada le 24 octobre 1952, est une auteure pour enfants canadienne. 

## Biographie
Elle a vécu dans le comté d’Abitibi au Québec pendant une douzaine d’années avant d’habiter la région de Montréal, puis celle de Sackville au Nouveau-Brunswick et de déménager en Colombie-Britannique en 1974. Elle est mariée et a deux enfants[réf. nécessaire].
Elle a quitté le programme de Maitrise en Histoire de l’Université de Victoria pour travailler en tant que recherchiste, animatrice et réalisatrice à Vancouver, à Radio-Canada. Elle quitte cet emploi après 33 ans pour se consacrer à l’écriture pour enfants ainsi que des articles pour les journaux et magazines en anglais et en français en 2009. Elle a aussi traduit elle-même ses quatre premiers livres en anglais.
Elle a d'abord écrit pour les quatre à neuf ans et ses livres sont illustrés en couleur par différents artistes.
Ses histoires se déroulent en général dans les territoires du Grand Nord et les provinces de l’ouest du Canada. Les thèmes explorent la responsabilité individuelle et l’entraide collective,.